# Matriz aumentada
En álgebra lineal, la matriz aumentada, o matriz ampliada, de una matriz se obtiene al combinar dos matrices tal y como se muestra a continuación.
Sean las matrices {\displaystyle A} y {\displaystyle B}, donde
{\displaystyle A={\begin{bmatrix}1&3&2\\2&0&1\\5&2&2\end{bmatrix}},B={\begin{bmatrix}4\\3\\1\end{bmatrix}}}
Entonces la matriz aumentada {\displaystyle (A|B)} se representa de la siguiente manera:
{\displaystyle (A|B)={\begin{bmatrix}1&3&2&4\\2&0&1&3\\5&2&2&1\end{bmatrix}}}
Esta notación es útil para resolver sistemas de ecuaciones lineales dados por matrices cuadradas. También se puede utilizar para encontrar la inversa de una matriz.

## Ejemplos
Sea {\displaystyle C} una matriz cuadrada de dimensiones 2x2 donde
{\displaystyle C={\begin{bmatrix}1&3\\-5&0\end{bmatrix}}}
Para encontrar la inversa de {\displaystyle C}, se crea {\displaystyle (C|I)}, donde {\displaystyle I} es la matriz identidad de dimensiones 2x2. A continuación se transforma en la matriz identidad la parte de {\displaystyle (C|I)} correspondiente a {\displaystyle C}, usando únicamente transformaciones de matriz elementales en {\displaystyle (C|I)}.
{\displaystyle (C|I)={\begin{bmatrix}1&3&1&0\\-5&0&0&1\end{bmatrix}}}
{\displaystyle (I|C^{-1})={\begin{bmatrix}1&0&0&-{\frac {1}{5}}\\0&1&{\frac {1}{3}}&{\frac {1}{15}}\end{bmatrix}}}
En álgebra lineal, se utiliza la matriz aumentada para representar los coeficientes así como las constantes de cada ecuación.
Dado el conjunto de ecuaciones:
{\displaystyle {\begin{cases}x_{1}+2x_{2}+3x_{3}=0\\3x_{1}+4x_{2}+7x_{3}=2\\6x_{1}+5x_{2}+9x_{3}=11\end{cases}}}
la matriz aumentada estaría formada por:
{\displaystyle A={\begin{bmatrix}1&2&3\\3&4&7\\6&5&9\end{bmatrix}}}
y
{\displaystyle B={\begin{bmatrix}0\\2\\11\end{bmatrix}}}
dando como resultado final:
{\displaystyle C={\begin{bmatrix}1&2&3&0\\3&4&7&2\\6&5&9&11\end{bmatrix}}}
- Datos: Q2750301